# 明治神宮野球大会 高校の部 (愛媛県勢)
明治神宮野球大会高校の部における愛媛県勢の成績について記す。

## 大会結果
| 大会（年度）         | 代表校                  | 試合結果 | 試合結果              | 備考            |
| -------------------- | ----------------------- | -------- | --------------------- | --------------- |
| 第7回大会（1976年）  | 新居浜商（初出場）      | 2回戦    | ● 1 - 5 東北          | 7回日没コールド |
| 第11回大会（1980年） | 今治西（初出場）        | 1回戦    | ○ 9 - 1 大田          | 7回コールド     |
| 第11回大会（1980年） | 今治西（初出場）        | 2回戦    | ○ 4 - 1 北海道日大    |                 |
| 第11回大会（1980年） | 今治西（初出場）        | 準決勝   | ● 0 - 5 星稜          |                 |
| 第17回大会（1986年） | 川之江（初出場）        | 1回戦    | ● 0 - 1 川口工        |                 |
| 第26回大会（1995年） | 松山商（初出場）        | 1回戦    | ● 2 - 9 秋田          | 7回コールド     |
| 第34回大会（2003年） | 済美（初出場）          | 1回戦    | ○ 7 - 0 東北          | 7回コールド     |
| 第34回大会（2003年） | 済美（初出場）          | 2回戦    | ● 5 - 6x 鵡川         | 延長11回        |
| 第35回大会（2004年） | 新田（初出場）          | 1回戦    | ● 2 - 10 駒大苫小牧   | 8回コールド     |
| 第39回大会（2008年） | 西条（初出場）          | 1回戦    | ○ 2 - 0 倉敷工        |                 |
| 第39回大会（2008年） | 西条（初出場）          | 2回戦    | ○ 12 - 8 清峰         |                 |
| 第39回大会（2008年） | 西条（初出場）          | 準決勝   | ● 3 - 4x 天理         | 延長12回        |
| 第39回大会（2009年） | 今治西（29年ぶり2回目） | 1回戦    | ○ 2x - 1 神戸国際大付 |                 |
| 第39回大会（2009年） | 今治西（29年ぶり2回目） | 2回戦    | ○ 4 - 2 開星          |                 |
| 第39回大会（2009年） | 今治西（29年ぶり2回目） | 準決勝   | ● 1 - 4 大垣日大      |                 |
| 第39回大会（2013年） | 今治西（4年ぶり3回目）  | 2回戦    | ○ 5 - 1 八戸学院光星  |                 |
| 第39回大会（2013年） | 今治西（4年ぶり3回目）  | 準決勝   | ● 3 - 10 日本文理     | 7回コールド     |